# Templo de fuego

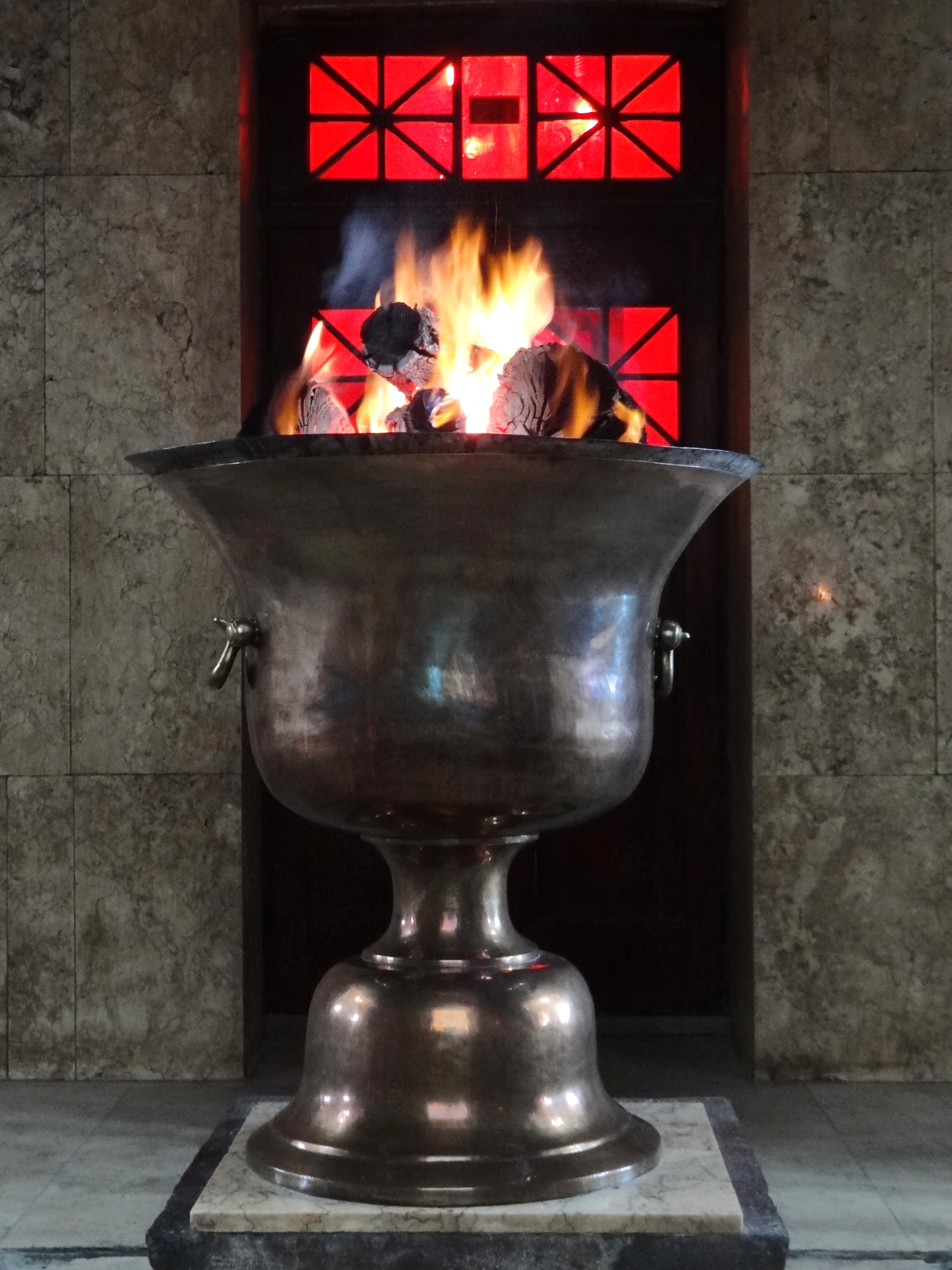
Fuego ardiendo en el templo Yazd Atash Behram de Yazd, Irán.

Templo de fuego en el zoroastrismo es el lugar de culto para sus practicantes, a menudo llamado dar-e mehr (idioma persa) o agiyari (idioma gujaratí). En la religión zoroastriana, el fuego o atar, junto con el agua limpia o apas, son términos de pureza ritual. La «ceniza limpia, blanca» para las ceremonias de purificación está considerada como la base de la vida ritual, «que son esencialmente los ritos propios de un fuego doméstico, porque el templo [fuego] es el “fuego de fuego” elevado a una nueva solemnidad». Para, alguien «que sacrifica al fuego con combustible en su mano..., se da la felicidad».
A partir de 2017, había 50 templos de fuego en Mumbai, 100 en el resto de la India y 27 en el resto del mundo. Existe una costumbre religiosa en la India de no permitir que las mujeres zoroastrianas entren al Templo de fuego y a la Torre del silencio si se casan con una persona que no es de esta religión. Esta costumbre ha sido impugnada ante la Corte Suprema de India después de que a una mujer zoroastriana se le denegara la entrada a dichas instituciones.

## Historia y desarrollo

### Concepto

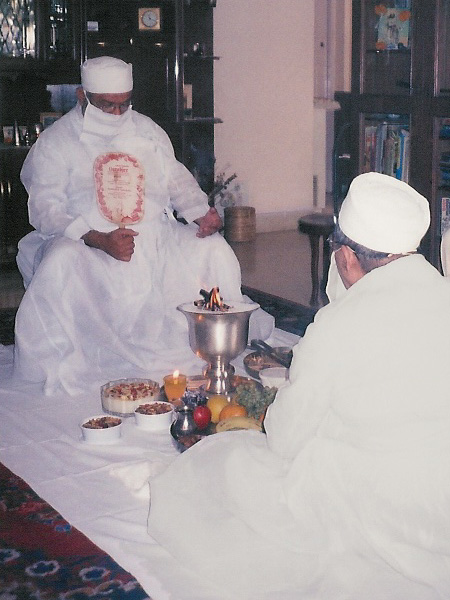
La ceremonia Parsi-zoroastriana Jashan («bendición de un hogar»).

La primera evidencia es del siglo IX, donde los rituales de fuego son contemporáneos con el nacimiento del zoroastrismo en sí mismo. Aparece aproximadamente al mismo tiempo que el culto al santuario y es más o menos contemporáneo con la introducción de Atar como divinidad. No hay alusión a un templo de fuego en el Avesta propiamente dicha, ni hay ninguna palabra en el idioma persa antiguo para ninguno. Que los rituales de fuego fueron una modificación doctrinal y ausentes del zoroastrismo temprano también es evidente en el Atash Nyash posterior. En los pasajes más antiguos de esa liturgia, es el fuego de la chimenea que habla a «todos aquellos para quienes cocinan la cena y la comida de la mañana» lo cual Boyce observa que no es consistente con el fuego santificado. El templo es un desarrollo incluso posterior: de Heródoto se sabe que a mediados del siglo V a. C. los zoroastrianos adoraban al cielo abierto, ascendiendo montículos para encender sus fuegos. Estrabón confirma esto, señalando que en el siglo VI, el santuario de Zela en Capadocia era un montículo artificial, amurallado, pero abierto al cielo, aunque no hay evidencia alguna de que el santuario de Zela fuera zoroastriano. La «quema de fuego» fue un elemento clave en el culto a Zoroastro, la quema de «fuego eterno», así como la presencia de «luz» en la adoración, también fue un elemento clave en muchas otras religiones.
En la época de los Partos helénicos (250 a. C.-226 d. C.), había dos lugares de adoración en el zoroastrismo: uno, llamado bagin o ayazan, era un santuario dedicado a una divinidad específica; fue construido en honor del patrón (o ángel) de un individuo o familia e incluía un ícono o efigie de los honrados. El segundo, el atroshan, eran los «lugares de fuego ardiente» que se hicieron cada vez más frecuentes a medida que el movimiento iconoclasta ganaba apoyo. Tras el surgimiento de la dinastía Sasánida, los santuarios a los yazatas continuaron existiendo, pero con las estatuas, por ley, abandonadas o reemplazadas por altares de fuego. Además, como observó Schippman no hay evidencia, incluso durante la era sasánida (226-650), de que los fuegos se clasificaran según su santidad. «Parece probable que hubiera prácticamente solo dos, a saber, el Atash-i Vahram, literalmente: «fuego victorioso», y el menor Atash-i Adaran,  un «fuego parroquial», por así decirlo, sirviendo a un barrio de pueblo o ciudad».
Aparentemente, únicamente en el Atash-i Vahram el fuego se mantuvo continuamente ardiendo, con el Adaran los fuegos se vuelven a encender anualmente. Si bien los fuegos en sí tenían nombres especiales, las estructuras no, y se ha sugerido que «la naturaleza prosaica de los nombres persas del medio —kadag, hombre y xanag son todas palabras para una casa ordinaria— tal vez refleja un deseo por parte de aquellos que fomentaron el culto del templo ... para mantenerlo lo más cerca posible en el carácter del antiguo culto al fuego de la chimenea, y para desalentar su desarrollo.»
La Batalla de al-Qadisiyya (año 636) y la Batalla de Nihavand (año 642) fueron instrumentales para el colapso del Imperio sasánida y elzoroastrismo patrocinado por el estado; la destrucción o la conversión en mezquitas de algunos templos de fuego en el Gran Irán siguió. La fe era practicada en gran parte por la aristocracia, pero no existían grandes templos de fuego. Algunos templos de fuego continuaron con su propósito original aunque muchos zoroastrianos huyeron. En los últimos tiempos, varios templos de fuego se han reconstruido en Irán, ya que hoy se tolera el zoroastrismo. 1978 en Isfahán, se edificó un moderno templo del fuego.

### Rastros arqueológicos

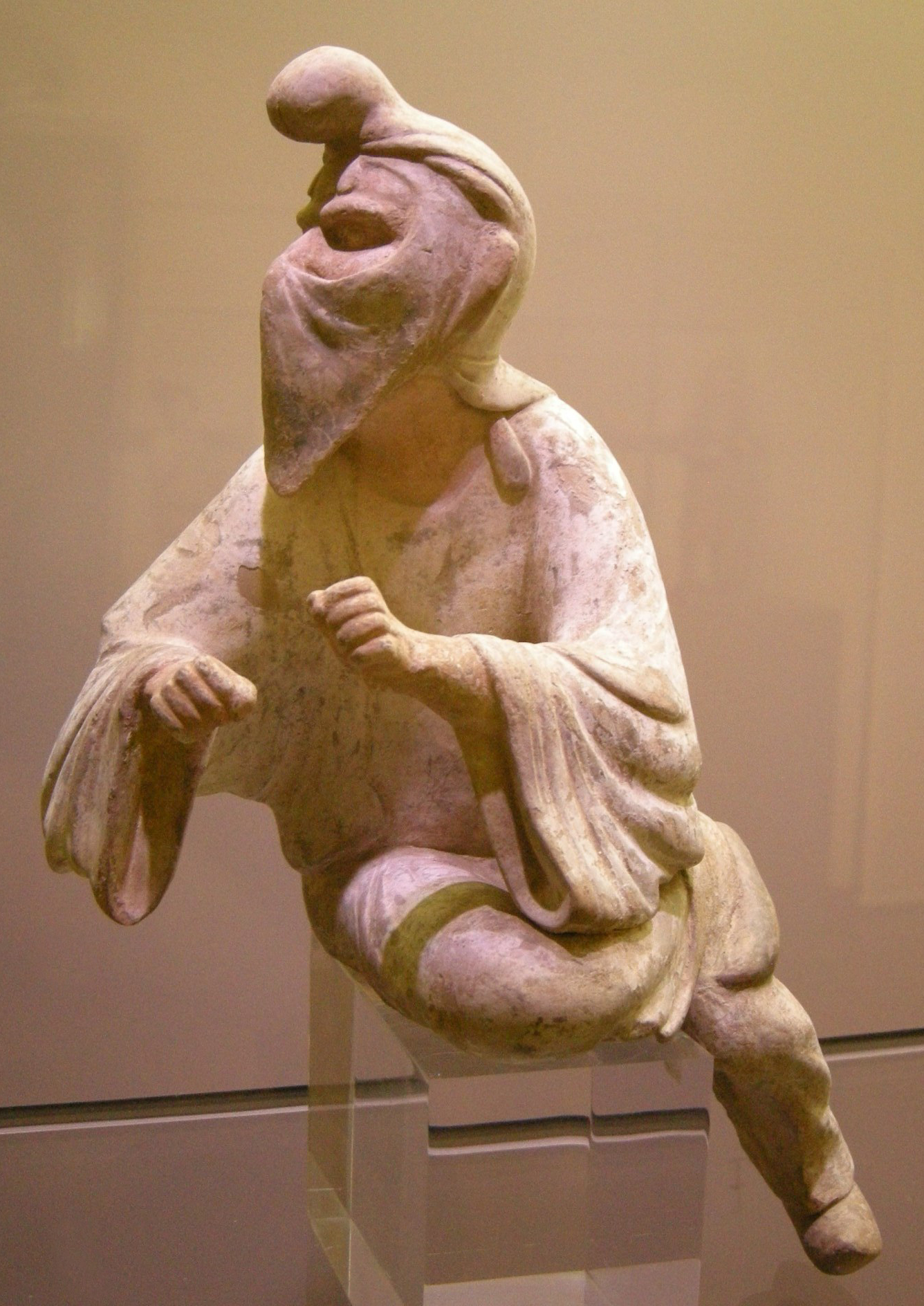
Una figura en arcilla de hombre sogdiano de arcilla de la dinastía Tang del siglo VIII con un distintivo velo de capucha y rostro, posiblemente un jinete de camellos o incluso un sacerdote zoroastriano practicando un ritual en un templo de fuego, se usaban velos para evitar contaminar el fuego sagrado con el aliento o la saliva; Museo de Arte Oriental (Turín).

Los restos más antiguos de lo que se ha identificado como un templo de fuego son los del monte Khajeh, cerca del lago Hamún en Sistan. Únicamente los rastros de los cimientos y el plano de planta sobreviven y han sido provisionalmente fechados en el siglo III o IV a. C.. El templo fue reconstruido durante la época de los partos (250 a. C.-226 d. C.), y se amplió durante los tiempos de los sasánidas (226-650 d. C.). El rasgo característico del templo de fuego sasánida era su santuario abovedado donde se levantaba el altar del fuego. Estos tipos de santuario siempre tenían una planta cuadrada con un pilar en cada esquina que sostenía la cúpula. Los restos arqueológicos y la evidencia literaria de los comentarios de Zend sobre el Avesta sugieren que el santuario estaba rodeado por un pasadizo en los cuatro lados. "«En una serie de sitios, la cúpula, hecha generalmente de mampostería de escombros con canchas de piedra, es todo lo que sobrevive, por lo que tales ruinas se llaman popularmente Fars čahār-tāq o 'cuatro arcos'.»
Se han encontrado ruinas de templos de la época sasánida en varias partes del antiguo imperio, principalmente en el suroeste —Fars, Kermán y Elam—, pero las más grandes e impresionantes son las de Adur Gushnasp en Media Minor. Muchas más ruinas se identifican popularmente como los restos de los templos de fuego del Zoroastro, incluso cuando su propósito es evidentemente de naturaleza secular, o son los restos de un templo de los cultos del santuario, o como es el caso de un fuerte templo de fuego y un monasterio en Surkhany, Azerbaiyán, que inequívocamente pertenece a otra religión. Los restos de un altar de fuego, muy probablemente construido durante la campaña de proselitismo de Yazdegerd II (reinado 438-457) contra los armenios cristianos, se han encontrado directamente debajo del altar principal de la catedral de Echmiadzin, sede de la Iglesia apostólica armenia.

### Grandes fuegos legendarios

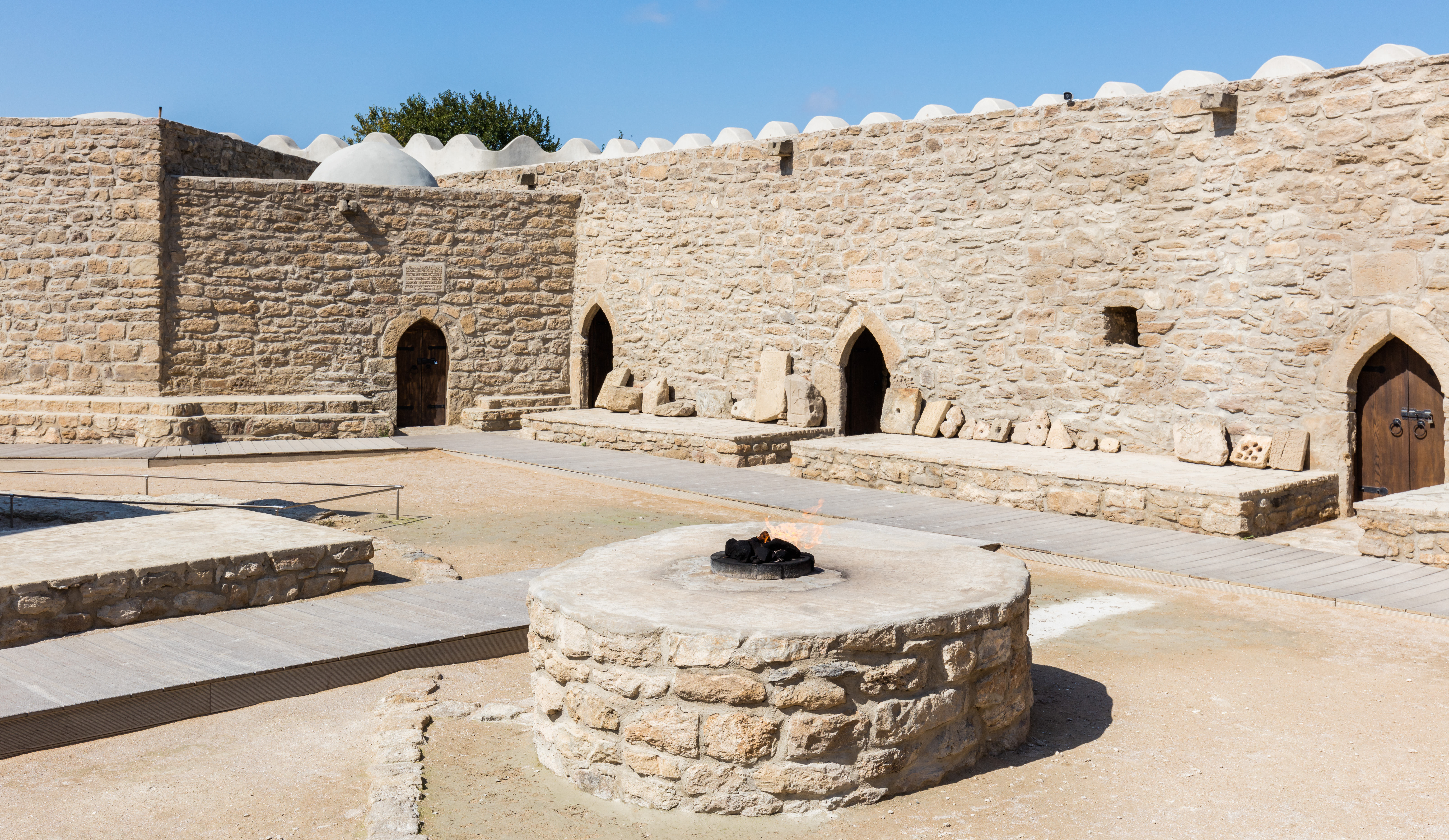
Llama eterna en el Templo del Fuego de Bakú también conocido como Ateshgah de Bakú.

Aparte de templos de fuego relativamente menores, se dice que tres derivan directamente de Ahura Mazda , por lo que son los más importantes en la tradición de Zoroastro. Estos fueron los «Grandes fuegos» o «Fuegos Reales» de Adur Burzen-Mihr, Adur Farnbag y Adur Gushnasp. Las leyendas de los Grandes fuegos son probablemente de la antigüedad, porque en el siglo III, se decía que los milagros ocurrían en los sitios, y los fuegos eran popularmente asociados con otras leyendas como las del cuento popular y sus héroes Fereydun, Jamshid y Rostam.
El Bundahishn, una colección de textos de la cosmogonía y cosmología zoroastricos escritos en el escritura pahlavi que fue terminada en el siglo XI o XII, declara que los Grandes Fuegos existieron desde la creación, para propagar la fe, disipar dudas y proteger a toda la humanidad. Otros textos observan que los Grandes Fuegos también fueron vehículos de propaganda y símbolos de la soberanía imperial.
Se dice que los sacerdotes de estos respectivos «Fuegos Reales» compitieron entre sí para atraer a los peregrinos promoviendo las leyendas y los milagros que supuestamente ocurrían en sus respectivos sitios. Se dice que cada uno de los tres reflejaba divisiones sociales y feudales: «El fuego que es Farnbag ha hecho su lugar entre los sacerdotes; ... el fuego que es Gūshnasp ha hecho su lugar entre los guerreros; ... el fuego que es Būrzīn-Mitrō ha hecho su lugar entre los agricultores» ( Denkard, 6.293). Estas divisiones, desde un punto de vista arqueológico y sociológico, son reveladoras porque dejan en claro que, desde al menos el siglo I a. C. en adelante, la sociedad se dividió en cuatro, no en tres, estados feudales.
El fuego Farnbag —traducido como «el fuego dado por la gloria» por Darmesteter— fue considerado el más venerado de los tres porque fue visto como el representante terrenal del Atar Spenishta, el «Fuego más santo» de Yasna 17.11, y se describe en un comentario de Zend sobre ese verso como «el que arde en el Paraíso en presencia de Ormuz.»

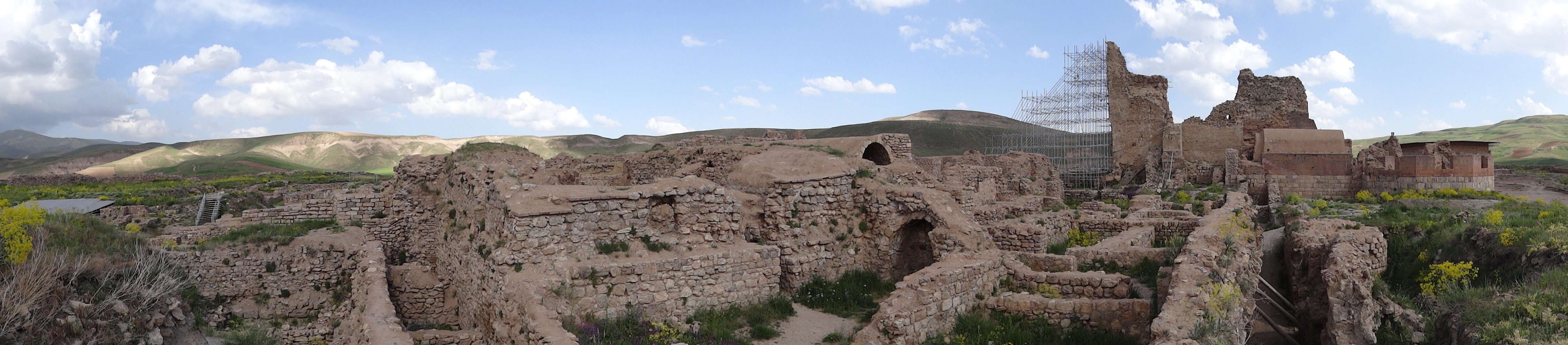
Panorama de las ruinas en Tajt-e Soleimán - Irán occidental

Aunque «a los ojos de los sacerdotes iraníes zoroastrianos [contemporáneos], los tres fuegos no 'existían realmente', los templos de fuego más bien pertenecían al reino mitológico,» se han hecho varios intentos para identificar las ubicaciones de los Grandes Fuegos. A principios del siglo XX, A.V. Jackson identificó los restos en Tajt-e Soleimán, a medio camino entre Urmía y Hamadan, como el templo de Adur Gushnasp. La ubicación del fuego de Mitra, es decir, la de Burzen-Mihr, Jackson la «identificó con razonable certeza» que estaba cerca de la aldea de Mihr, a medio camino entre Miandasht y Sabzevar en el camino de Jorasán a Nishapur.
El Bundahishn menor (hindú), registra el fuego de Farnbag habiendo estado «en la montaña que posee la gloria está en Corasmia»  pero luego «se movió sobre la brillante montaña en el distrito de Kabul tal como allí todavía permanece». Que el templo una vez estuvo en Corasmia también es apoyado por el Gran Bundahishn y por los textos de Zadsparam. Sin embargo, según el Gran Bundahishn (iraní), se movió «sobre la brillante montaña de Kavarvand en el distrito de Kar» —el resto del pasaje es idéntico a la edición india). Darmesteter identificó esto. Si esta identificación es correcta, el templo del incendio de Farnbag se encuentra a 10 millas al sudoeste de Juwun, a mitad de camino entre Jahrom y Lar.(28°1′N 53°1′E / 28.017, 53.017)

### Udvada Atash-Behram

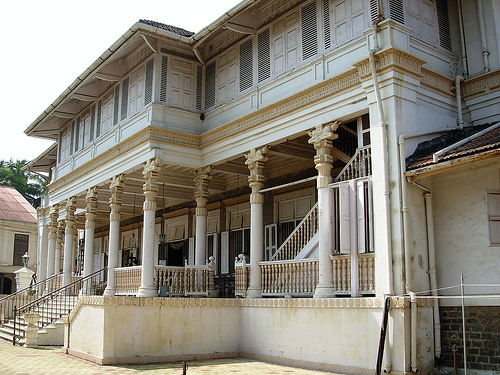
Udvada Atash Behram en el 2009 localizado en Guyarat.

Según la leyenda de Parsi, cuando, hace más de mil años, un grupo de refugiados del Gran Khorasan desembarcó en el oeste de Guyarat, tenían la ceniza de este fuego. Se dice que esta ceniza sirvió de lecho para el fuego hoy en Udvada.
Este templo de fuego no siempre estuvo en Udvada. Según Qissa-i Sanjan, Historia de Sanjan, la única versión existente de los primeros años de los refugiados zoroastrianos en la India y compuesta al menos seis siglos después de su llegada, los inmigrantes establecieron un Atash-Warharan, «fuego victorioso» en Sanjan, ciudad situada cerca de Guyarat. Bajo amenaza de guerra (probablemente en 1465), el fuego fue trasladado a las cuevas de Bahrot a 20 km al sur de Sanjan, donde permaneció durante 12 años. Desde allí, se trasladó a Bansdah, donde permaneció otros 14 años antes de ser trasladado una vez más a Navsari, lugar donde permaneció hasta el siglo XVIII. Luego fue trasladado a Udvada.

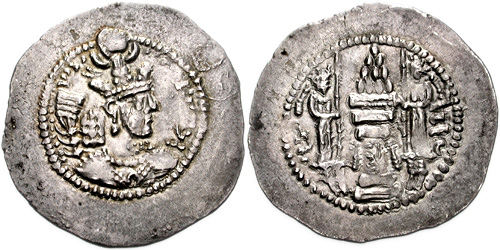
Moneda de plata de Yazdegerd II con un altar de fuego y dos sacerdotes o asistentes.

Aunque hay numerosos fuegos de Zoroastro eternamente quemando, con la excepción del 'Fuego de Warharan', ninguno de ellos tiene más de 250 años de antigüedad. La leyenda de que los zoroastrianos indios inventaron el afrinagan, la urna de metal en la que hoy se guarda el fuego sagrado, cuando trasladaron el fuego de Sanjan a las cuevas de Bahrot es insostenible. Los historiadores griegos del período de los partos informaron el uso de una urna de metal como un jarrón para transportar el fuego. Las monedas sasánidas de los siglos III-IV  también revelan un fuego en un recipiente similar a un jarrón, idéntico en diseño a las afrinaganas actuales. Sin embargo, los zoroastrianos indios exportan estos y otros utensilios a sus correligionarios en todo el mundo.

## Nomenclatura
Uno de los términos técnicos más comunes -en uso- para un templo de fuego zoroastriano es dar be-mehr, romanizado como darb-e mehr. La etimología de este término, que significa 'Puerta de Mitra' o 'Corte de Mitra' es problemática. Se ha propuesto que el término es un retroceso a la edad de los cultos del santuario, el nombre se conserva porque todos los principales rituales de Zoroastro se solemnizaron entre el amanecer y el mediodía, la hora del día, especialmente bajo la protección de Mitra. Las teorías etimológicas ven una derivación de mithryana (por lo que Meillet) o  mithradana (Gershevitch) o mithraion (Wilcken). Además, no está claro si el término se refiere a un santuario interior consagrado o al recinto ritual.
Entre los actuales zoroastrianos iraníes, el término darb-e mehr incluye todo el recinto ritual. Es significativamente más común que el atashkada más antiguo, un término del idioma persa clásico que junto con sus predecesores persas medios (atash-kadag, -man y -xanag) literalmente significa 'casa de fuego'. Los términos más antiguos tienen la ventaja de que son fácilmente entendidos incluso por iraníes no zoroastrianos. A principios del siglo XX, Bombay Fasilis, calendario zoroastriano, revivió el término como el nombre de su primer templo de fuego, y más tarde en ese siglo los zoroastrianos de Teherán lo acogieron para el nombre de su principal templo de fuego.
El término darb-e mehr también es común en India, aunque con un significado ligeramente diferente. Hasta el siglo XVII, el fuego (ahora) en Udvada era el único que ardía continuamente en el subcontinente indio. Cada uno de los otros asentamientos tenía un pequeño edificio en el que se llevaban a cabo rituales, y el fuego del cual los sacerdotes volvían a encender siempre que era necesario desde las brasas que llevaban desde sus propias hogueras. El Parsis llamó a este edificio no consagrado como dar-be mehr o agiary. Esta última es la palabra en idioma guyaratí para 'casa de fuego',  y por lo tanto una traducción literal de atashkada. En los últimos años, el término dar-be mehr ha llegado a referirse a un fuego sagrado secundario para el uso ritual diario que está presente en los templos de fuego más prestigiosos. En el extranjero, en particular en América del Norte, los zoroastrianos usan el término dar-be mehr tanto para los templos que tienen un fuego que arde eternamente como para los sitios donde el fuego únicamente se enciende en ocasiones puntuales. Esto se debe en gran medida al apoyo financiero de tales lugares por parte de un Arbab Rustam Guiv, que prefirió la forma dialéctica iraní.

## Clasificación
Funcionalmente, los templos de fuego están construidos para honrar al fuego dentro de ellos, y los templos de fuego están clasificados (y nombrados) de acuerdo con el grado de fuego que se encuentra dentro de ellos. Hay tres grados de fuegos, el Atash Dadgah, Atash Adaran y Atash Behram.

### Atash Dadgah
El Atash Dadgah es el grado más bajo del fuego sagrado, y puede ser consagrado en el transcurso de unas pocas horas por dos sacerdotes, que recitan alternativamente los 72 versos de la liturgia de Yasna. La consagración puede ocasionalmente incluir la recitación de Vendidad, pero esto es opcional. Un lego puede atender el fuego cuando no hay servicios en progreso. El término no es necesariamente un fuego consagrado, y cual también se aplica al fuego del hogar, o a la lámpara de aceite que se encuentra en muchos hogares zoroastrianos.

### Atash Adaran
El siguiente grado de fuego más alto es el Atash Adaran, el «Fuego de fuegos». Requiere una reunión de los representantes de los cuatro grupos profesionales —con propiedades feudales—: de un fuego de hogar del asronih (sacerdotes), el (r) atheshtarih (soldados y funcionarios), el vastaryoshih (agricultores y pastores) y los hutokshih (artesanos y trabajadores). Ocho sacerdotes se precisan para consagrar un fuego de Adaran y el procedimiento dura entre dos y tres semanas.

### Atash Behram

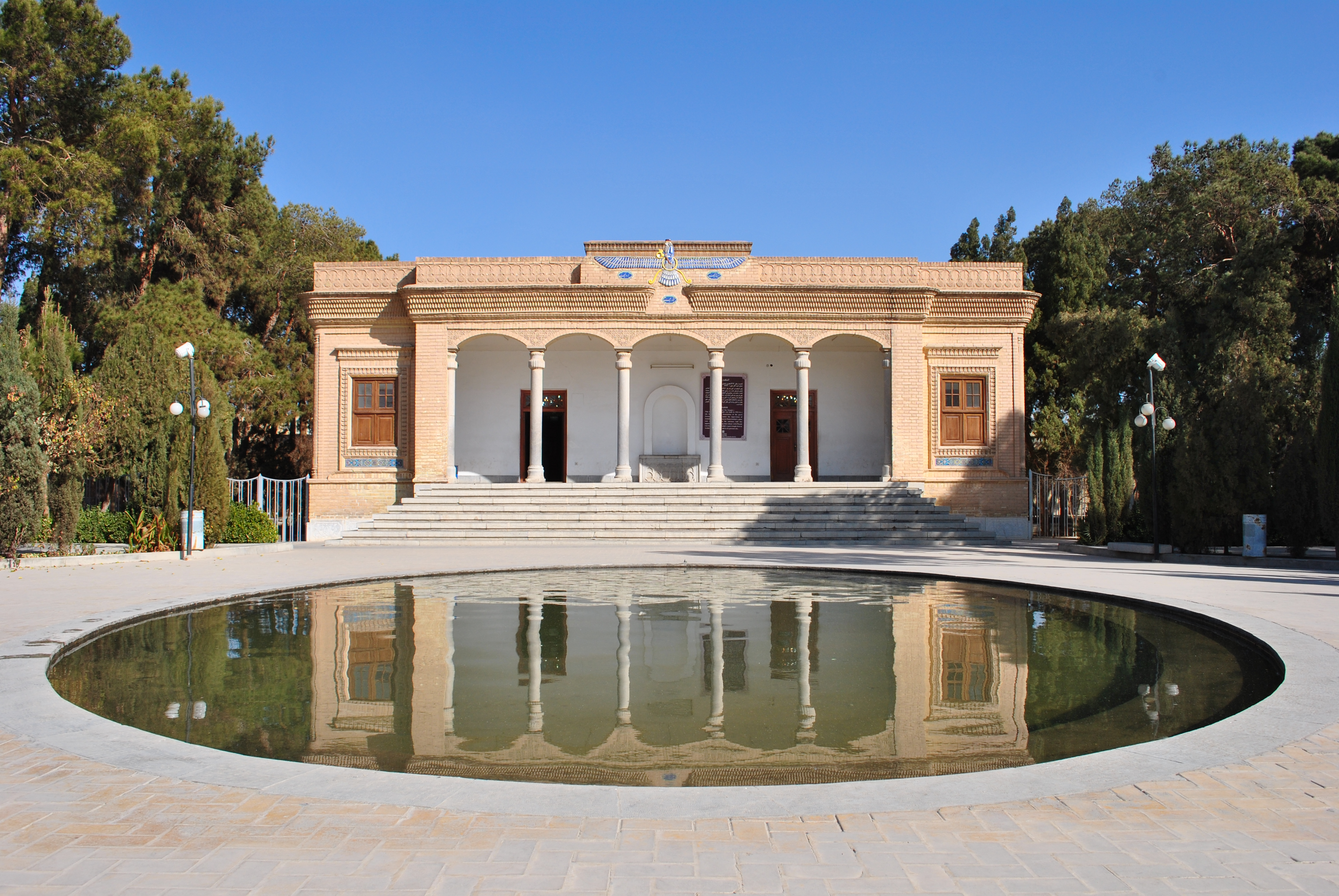
El Yazd Atash Behram

Un Atash Behram («Fuego de la Victoria») es el grado más alto de fuego que se puede colocar en un templo de fuego zoroastriano. El establecimiento y la consagración de este fuego es el más elaborado de todos los grados de fuego . Implica la reunión de 16 tipos diferentes de fuego, incluidos el fuego de una pira de cremación, el fuego de los oficios donde se halla un horno y los fuegos de los fogones, como también es el caso del Atash Adaran. Cada uno de los 16 fuegos está sujeto a un ritual de purificación antes de unirse a los demás. Se requieren 32 sacerdotes para la ceremonia de consagración, que puede llegar a durar hasta un año en completarse.
- Tipos de fuego :

1. fuego utilizado en la quema de un cadáver
2. fuego usado por un tintorero
3. fuego de una casa de un rey o una autoridad gobernante
4. fuego de un alfarero
5. fuego de un fabricante de ladrillos
6. fuego de un asceta
7. fuego de un orfebre
8. fuego de una menta
9. fuego de un herrero
10. fuego de un armero
11. fuego de un panadero
12. fuego de un cervecero
13. fuego de un soldado
14. fuego de un pastor
15. fuego producido por un rayo atmosférico
16. fuego de la casa de cualquier zoroastriano

Un templo que mantiene un fuego Adaran o Behram también mantiene al menos un fuego Dadgah. En contraste con los fuegos de Adaran y Behram, el fuego de Dadgah es aquel en el que los sacerdotes celebran los rituales de la fe, y al cual el público se dirige para invocar bendiciones para un individuo específico, una familia o un evento. La veneración de los fuegos mayores se dirige únicamente al fuego mismo, es decir, después de la consagración de tal fuego, se recita antes el Atash Nyashes, la letanía del fuego en el Avestan moderno. 
Lista de los nueve Atash Behrams:
1. Iranshah Atash Behram en Udvada, India. Establecido en 1742.
2. Desai Atash Behram en Navsari, India. Establecido en 1765.
3. Dadiseth Atash Behram en Mumbai, India. Establecido en 1783.
4. Vakil Atash Behram en Surat, India. Establecido en 1823.
5. Modi Atash Behram en Surat, India. Establecido en 1823.
6. Wadia Atash Behram en Mumbai, India. Establecido 1830.
7. Banaji Atash Behram en Mumbai, India. Establecido en 1845.
8. Anjuman Atash Behram en Mumbai, India. Establecido en 1897.
9. Yezd Atash Behram en Yazd, Irán. Establecido en 1934.

## Estructura de los templos

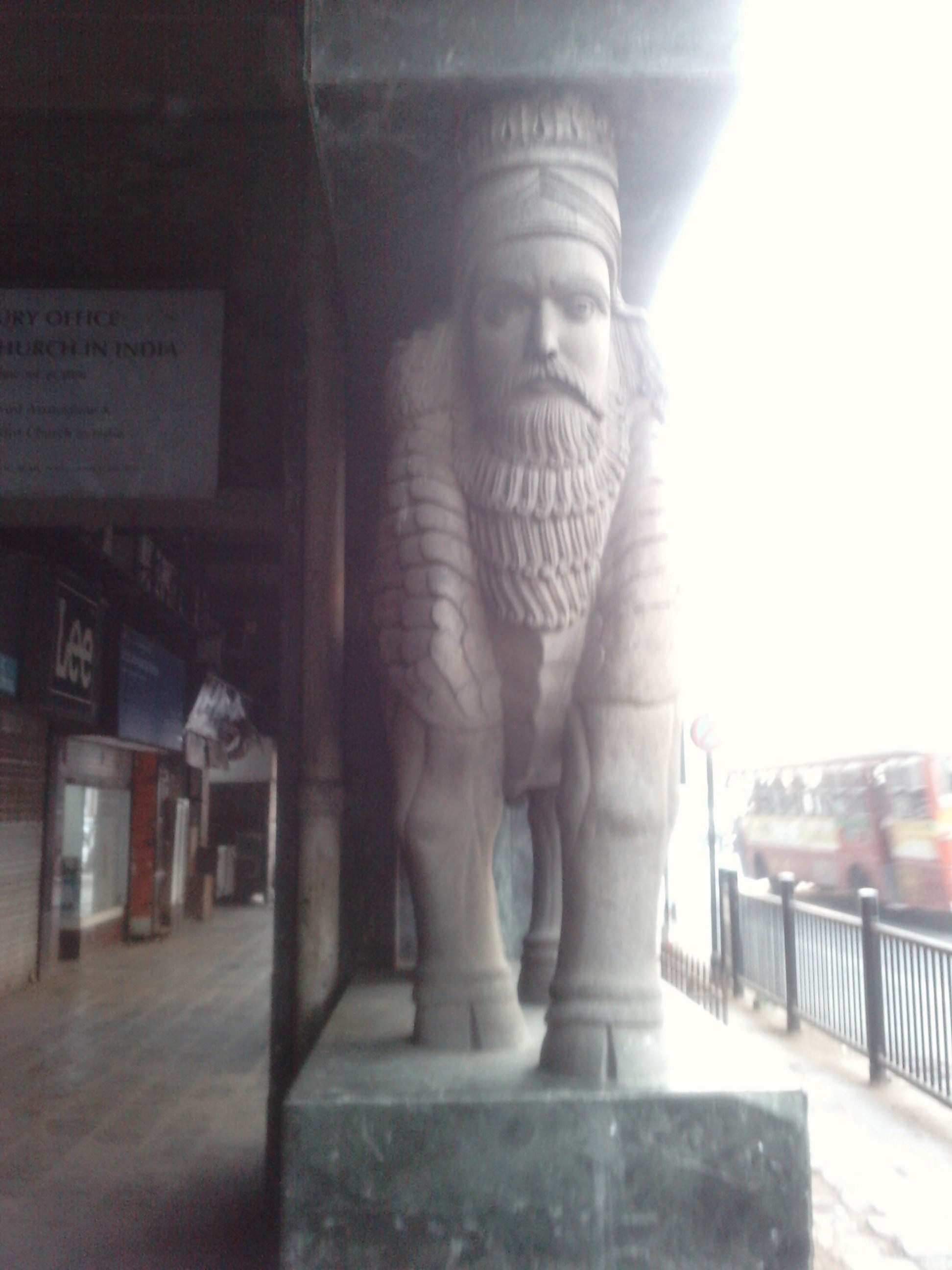
La entrada de un templo de fuego Mumbai, mostrando un Lammasu.

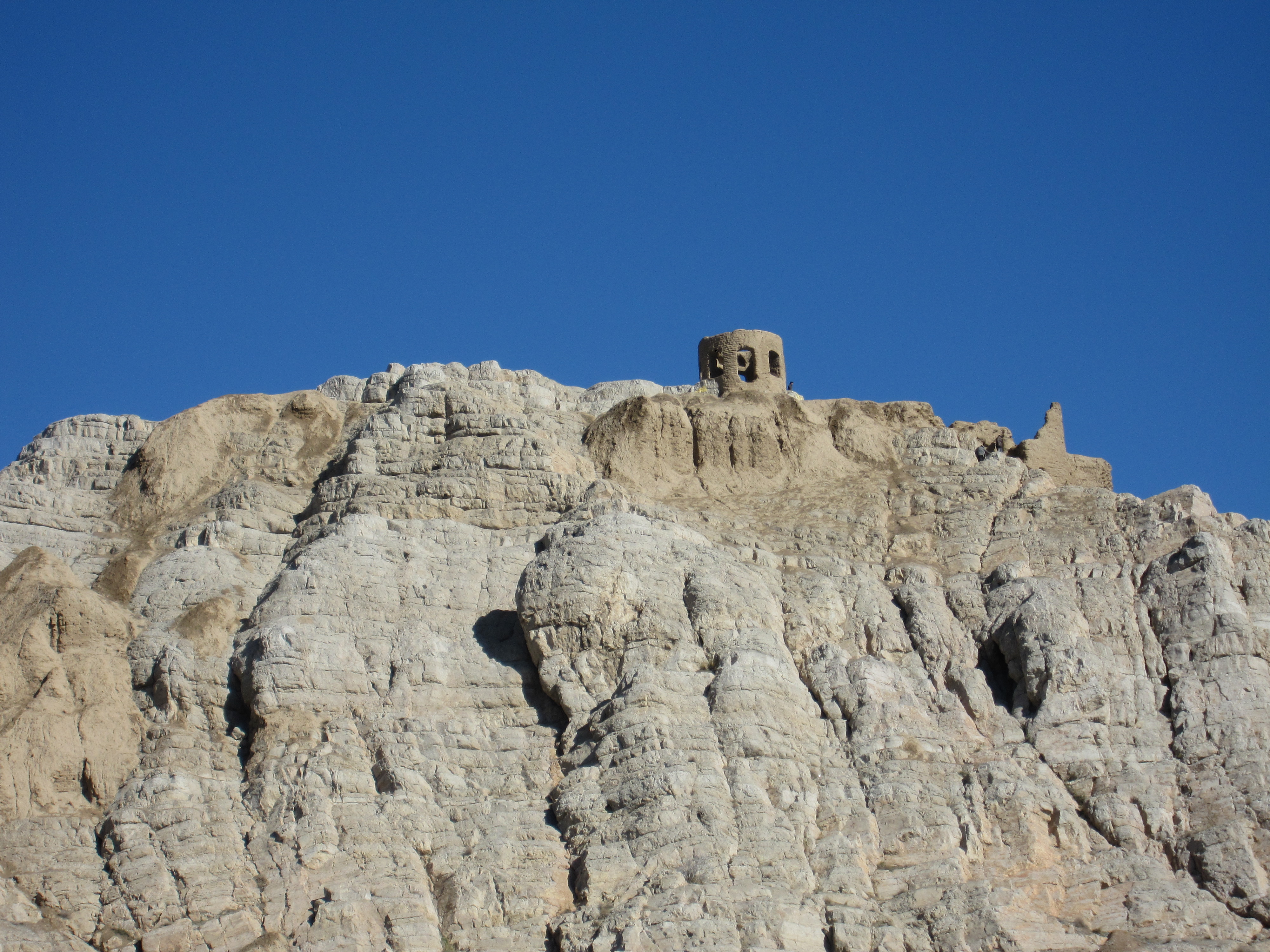
Una vista de la estructura del templo de fuego de Atashgag (Irán) en la cima de la colina.

La fachada exterior de un templo de fuego de Zoroastro casi siempre es intencionalmente anodina y sin adornos. Esto puede reflejar una tradición antigua —sostenida por la naturaleza prosaica de los términos técnicos para un templo de fuego— donde el propósito principal de un templo de fuego es albergar un fuego sagrado y no glorificar lo que de otro modo sería simplemente un edificio. La estructura básica de los templos de fuego actuales es siempre la misma. No hay fuentes indígenas más antiguas que las del siglo XIX que describan un templo de fuego iraní —el teólogo del siglo IX Manushchir observó que tenían un plano de planta estándar, pero se desconoce dónde era exactamente—, y es posible que los templos allí hoy tengan características que son de origen indio. Al entrar se pasa a un gran espacio o salón donde pueden tener lugar congregaciones —también no religiosas— o ceremonias especiales. Al lado de aquí o a veces en un nivel de piso arriba o abajo, el devoto entra en una antesala más pequeña, conectado a esta antesala, o dentro de ella, pero no visible desde la sala, está el santuario más interior, en la terminología zoroastriana, atashgah, literalmente 'lugar del fuego' [2] en el cual se encuentra el altar del fuego real.
Un templo en el que se pueda celebrar un servicio de Yasna —el principal acto de adoración zoroastriano que acompaña a la recitación de la liturgia de Yasna— siempre tendrá, unido a él o en su terreno, al menos un pozo o un arroyo u otra fuente de agua natural. Este es un requisito crítico para Ab-Zohr, el rito culminante del servicio Yasna.
Ünicamente los sacerdotes unidos a un templo de fuego pueden entrar en el santuario más interior, que está cerrado al menos en un lado y tiene un doble techo abovedado. La doble cúpula tiene orificios de ventilación para permitir que escape el humo, pero las aberturas de ventilación de la cúpula exterior están desviadas de las del interior, por lo que evita que la suciedad o la lluvia entren al sanctasanctórum. El lugar sagrado está separado de la antesala por divisores o paredes con aberturas muy grandes y está ligeramente elevado con respecto al espacio que lo rodea.  La(s) pared(es) del sanctasanctórum están casi siempre embaldosadas o son de mármol, pero por lo demás no tienen decoración. No hay luces, aparte del fuego mismo, en el santuario interior. En la tradición indo-zoroástrica, que no es evidente en los edificios recientes se diseñan de forma tal que la luz solar directa no ingresa al santuario.
En un rincón cuelga una campana, que se toca cinco veces al día en el boi - literalmente, ceremonia '[buena] fragancia' -, que marca el comienzo de cada gah, o 'observación'. Las herramientas para mantener el fuego, que siempre es alimentado con madera, simplemente se cuelgan en la pared, o como sucede a veces, se almacenan en una habitación pequeña a la que se puede acceder a través del lugar sagrado.
En la India y en las comunidades indo-zoroastrianas en el extranjero, se prohíbe estrictamente a los no zoroastrianos ingresar a cualquier espacio desde el que se puedan ver los fuegos. Si bien esto no es un requisito doctrinal —es decir, no es un mandato especificado en el Avesta o en los llamados textos Pahlavi—, se ha desarrollado, no obstante, como una tradición. Sin embargo, se menciona en una epístola de Rivayat del siglo XVI. 
Además, la entrada a cualquier parte de la instalación a veces se reserva de manera única para zoroastrianos. Esto excluye el uso de la sala del templo para funciones públicas, también seculares. Los zoroastrianos insisten, sin embargo, en que estas restricciones no están destinadas a ofender a los no zoroastrianos, y apuntan a prácticas similares en otras religiones.

### Adoración

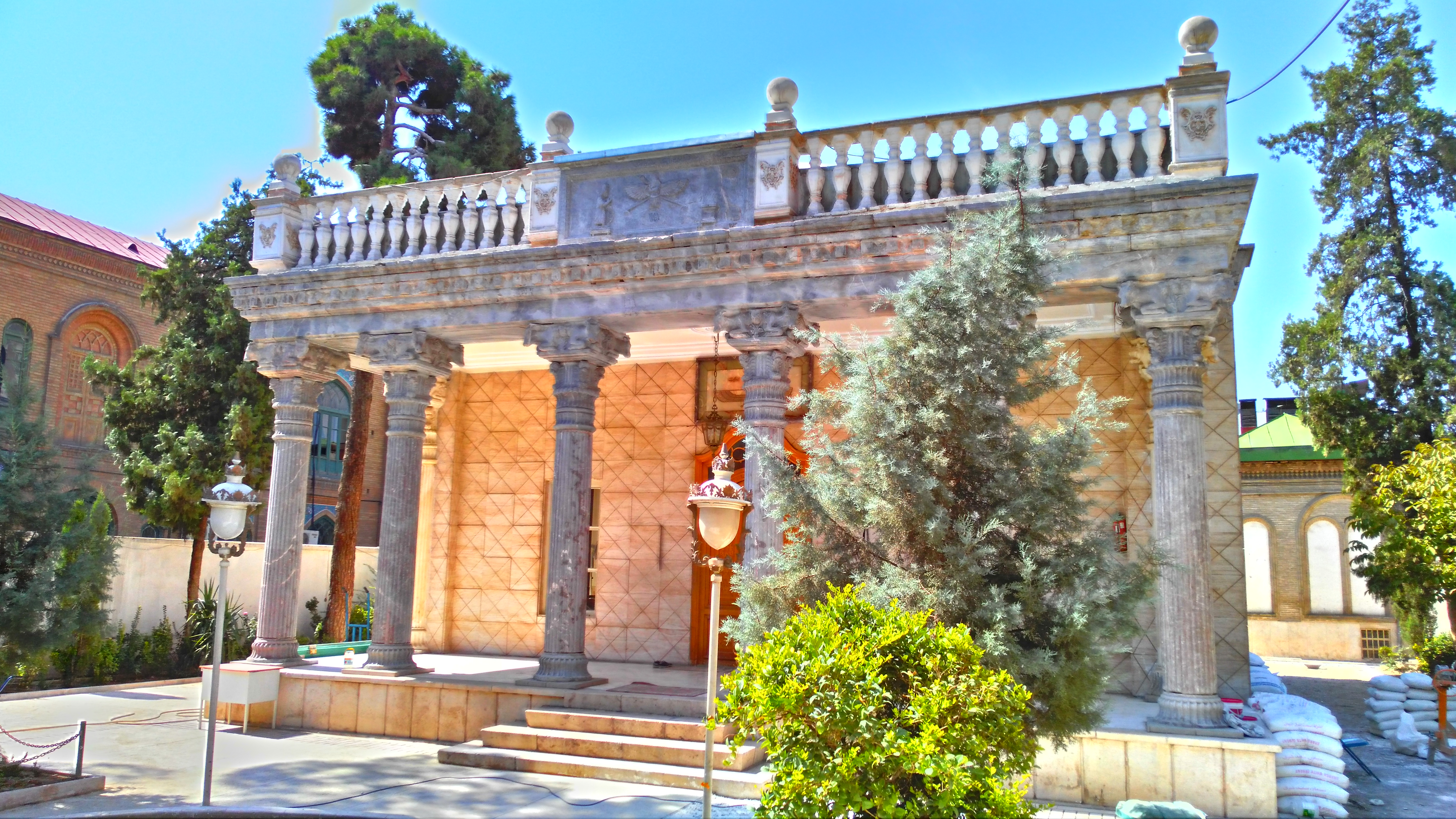
Templo del fuego de Adorian en Teherán.

Cuando el adherente entra a la antecámara antes de un sanctasanctórum, él o ella  ofrecerá sándalo seco u otra madera de olor dulce al fuego. Esto está de acuerdo con los estatutos doctrinales expresados en Vendidad, que además de enumerar qué combustibles son apropiados, también reitera los mandamientos de Yasna 3.1 y Yashts 14.55, que describen qué combustibles no lo son, en particular, la madera.
En la tradición actual de Zoroastro, la ofrenda nunca se hace directamente, sino que se coloca bajo el cuidado del sacerdote celebrante que, usando una máscara de tela sobre las fosas nasales y la boca para evitar la contaminación del aliento, usa un par de pinzas de plata y coloca la ofrenda en el fuego. El sacerdote utilizará un cucharón especial para ofrecer la ceniza sagrada a la persona común, que a su vez se lo aplicará en la frente y los párpados, y puede llevarse algo a casa para usar después en una ceremonia de Kushti.
Un sacerdote zoroastriano no predica ni celebra sermones, sino que simplemente atiende al fuego. La asistencia al Templo del Fuego es particularmente alta durante las celebraciones estacionales, y especialmente para el año nuevo el Nouruz.

## Biblirafía
- Boyce, Mary (1975), «On the Zoroastrian Temple Cult of Fire», Journal of the American Oriental Society (Journal of the American Oriental Society, Vol. 95, No. 3) 95 (3): 454-465, JSTOR 599356, doi:10.2307/599356.
- Boyce, Mary (1987), «Ātaškada», Encyclopaedia Iranica 2, Costa Mesa: Mazda Pub, pp. 9-10.
- Hale, M. (2008).  Sevilla Arroyo, Florencio, ed. Pahlavi, en "The Ancient Languages of Asia and the Americas". Madrid: Cambridge University Press. ISBN 0-521-68494-3.
- Vodjani, Sina; von Kröch, Gabriele (2006). Zaratustra. Hamburgo: Membran Internacional. ISBN 978-3-86562-739-1.
- Drower, Elizabeth Stephens (1944), «The Role of Fire in Parsi Ritual», Journal of the Royal Anthropological Institute (Royal Anthropological Institute) 74 (1/2): 75-89, doi:10.2307/2844296.
- Gnoli, Gherardo (1993), «Bahram in old and middle Iranian texts», Encyclopaedia Iranica 3, Costa Mesa: Mazda Pub, pp. 510-513.
- Jackson, A. V. Williams (1921). «The Location of the Farnbāg Fire, the Most Ancient of the Zoroastrian Fires». Journal of the American Oriental Society 41: 81-106. ISSN 0003-0279. JSTOR 593711. doi:10.2307/593711.
- Schippmann, Klaus (1971). Die Iranischen Feuerheiligtümer. Religionsgeschichtliche Versuche und Vorarbeiten (en alemán). Berlin: de Gruyter. ISBN 978-3-11-001879-0. OCLC 833142282.
- Shenkar, Michael (2007), «Temple Architecture in the Iranian World before the Macedonian Conquest», Iran and the Caucasus 11 (2): 169-194, doi:10.1163/157338407X265423.
- Shenkar, Michael (2011), «Temple Architecture in the Iranian World in the Hellenistic Period», in Kouremenos, A., Rossi, R., Chandrasekaran, S. (eds.), From Pella to Gandhara: Hybridisation and Identity in the Art and Architecture of the Hellenistic East: 117-140.
- Stausberg, Michael (2004), Die Religion Zarathushtras, vol. III, Stuttgart: Kohlhammer, ISBN 3-17-017120-8.

- Datos: Q115278
- Multimedia: Fire temples / Q115278